# Martin Wesemann
Martin Wesemann, né le 19 mars 1984 au Cap, et un coureur cycliste sud-africain. Il a notamment été membre de l'équipe MTN-Qhubeka de 2011 à 2014.

## Biographie
Martin Wesemann naît le 19 mars 1984 au Cap en Afrique du Sud.
Il entre en 2011 dans l'équipe MTN Qhubeka, devenue en 2013 MTN-Qhubeka.

## Palmarès
- 2011[1]
  - Deutsche Bank Cycle Tour
- 2013
  - 5e étape du Tour de Corée (contre-la-montre par équipes)

## Classements mondiaux
| Année           | 2008 | 2009 | 2010 | 2011 | 2012 | 2013 | 2014 |
| --------------- | ---- | ---- | ---- | ---- | ---- | ---- | ---- |
| UCI Africa Tour | 177e |      | 134e | 111e |      |      |      |
| UCI Asia Tour   |      |      |      |      |      | 347e | 259e |